# Krone des Königreichs Bayern

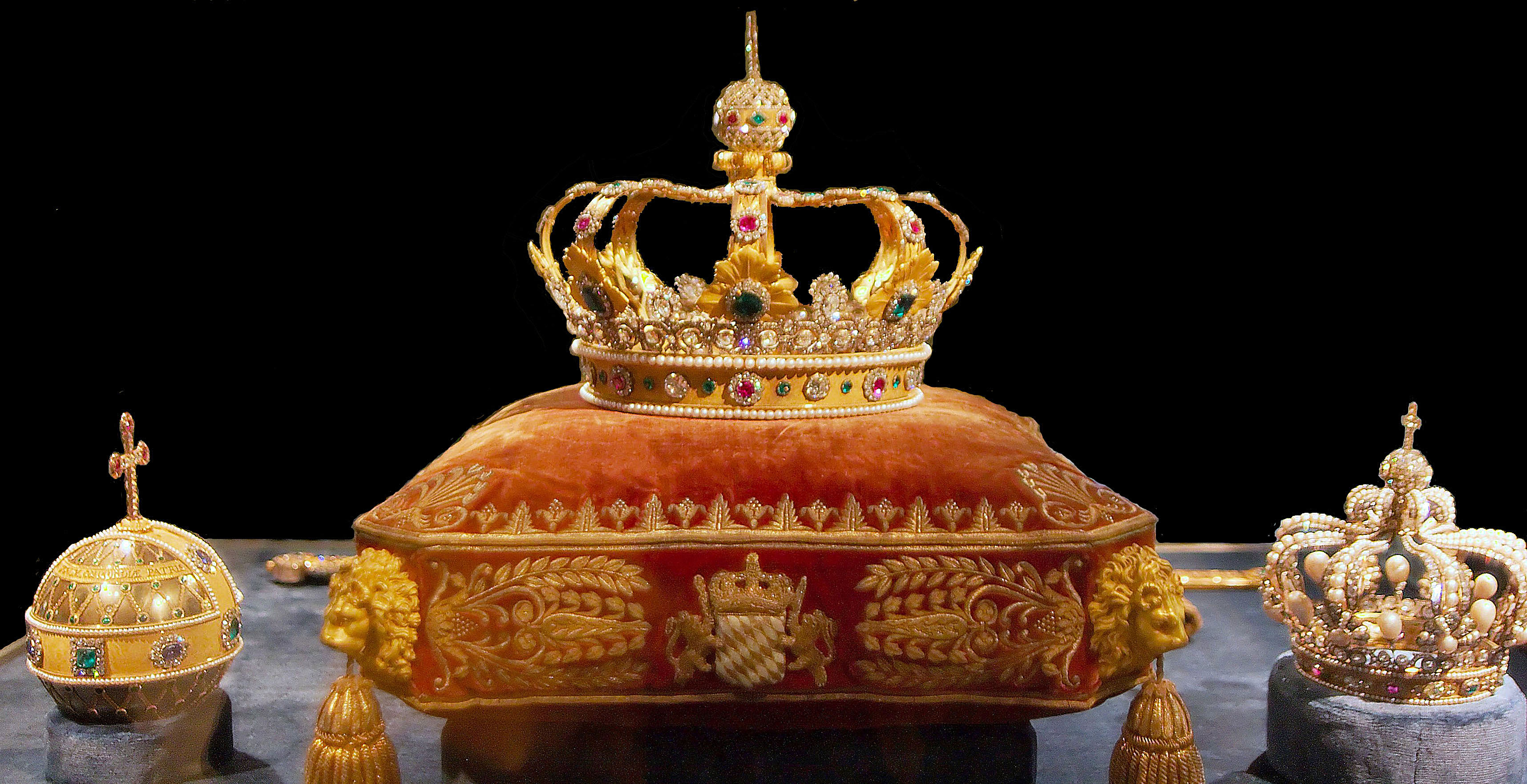
Die Krone des Königreichs Bayern in der Schatzkammer der Münchner Residenz, links der Reichsapfel (lateinische Inschrift: „In signum concordiae patris ac patriae MDCCCVI“, deutsche Übersetzung: „Zum Zeichen der Eintracht von Vater und Vaterland, 1806“), rechts die Krone der bayerischen Königin, dahinter das Königsschwert (lateinische Inschrift: „Nec temere, nec timide“, deutsche Übersetzung: „(Führe es) nicht unbesonnen, doch auch nicht furchtsam“; Die lateinische Inschrift des Zepters „Cui non civium servitus tradita, sed tutela“ lautet in deutscher Übersetzung „Dem nicht die Knechtschaft der Bürger, sondern ihr Schutz aufgetragen ist“).

Die Krone des Königreichs Bayern wurde anlässlich der Erhebung Bayerns zum Königreich 1806 angefertigt.

## Beschreibung
Die Krone ist eine goldene Bügelkrone von 20 cm Durchmesser und 25 cm Höhe. Der Kronreif trägt am oberen und unteren Rand Perlen. Auf dem Reif befinden sich im Wechsel viereckige Diamanten, diamantgerahmte Rubine und goldgefasste Smaragde. Über dem Reif sitzt ein spiralförmig ornamentierter Streifen, der verschieden große Diamanten einfasst. Aus ihm erwachsen acht große und acht kleinere Zinken. Die kleinen Zinken bestehen aus herzförmigen Diamanten, die von kleineren Diamanten gerahmt sind. Die großen Zinken haben die Form eines Akanthusblatts, auf dem mittig ein großer diamantgerahmter Smaragd sitzt. Aus diesen Zinken steigen die acht Spangen volutenförmig auf, dellen sich vor dem Scheitel leicht ein und steigen dann nochmals volutenhaft nach oben und kragen leicht aus. Sie bilden so eine Basis für den großen Globus. Die Spangen sind schmal und in der Mitte mit fortlaufenden Reihen von Akanthusblättern verziert. Darauf befinden sich jeweils fünf diamantgerahmte Edelsteine, im Wechsel Rubine und Smaragde. Der Globus trägt ein Kreuz aus Diamanten und seine Oberfläche ist rautenförmig benetzt. Auf diesem Ornament sitzen kleine Diamanten. Ein goldenes Band entlang des Äquators und auf der oberen Hälfte des Globus trägt Diamanten und Rubine.
Insgesamt wurden – ohne die bereits vorhandenen Juwelen – für die Anfertigung der bayerischen Königreichsinsignien folgende Beträge ausgegeben:
- Königskrone: 94.505 Gulden
- Königinnenkrone: 26.003 Gulden
- Reichsapfel: 10.913 Gulden
- Zepter: 10.674 Gulden
- Reichsschwert: 26.389 Gulden
- Diadem: 85.424 Gulden
- Siegelschatulle: 330 Gulden
- Neuschliff gelieferter Steine: 550 Gulden
- Schwertgurt: 1.100 Gulden

Für die Kronen, den Reichsapfel, das Zepter, das Schwert und das Diadem wurden sechs Kissen aus besticktem, purpurfarbenem Samt mit Löwenköpfen aus vergoldeter Bronze und Goldquasten im Wert von 4.500 Gulden gefertigt.

## Geschichte

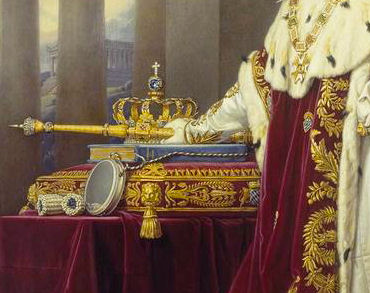
Joseph Karl Stieler: König Ludwig I. im Königsornat (Detail), 1826. Neue Pinakothek, München; Die filigrane Kugel mit dem Diamantkreuz der Krone des Königreichs Bayern ziert der Blaue Wittelsbacher

Die Krone wurde als Herrschaftszeichen in Paris von Martin-Guillaume Biennais 1806 angefertigt, nachdem Bayern zu Jahresbeginn Königreich geworden war. Die Krone wurde nicht getragen, jedoch bei der Inthronisierung der bayerischen Könige und bei königlichen Begräbnissen auf dem Katafalk aufgestellt. Sie befindet sich heute in der Schatzkammer der Münchner Residenz.
Auf der Vorderseite des Globus war ursprünglich ein großer blauer Diamant eingesetzt. Dieser „Wittelsbacher Diamant“, naturblau und 35,56 kt. schwer, war nach dem Hope-Diamanten einer der weltweit berühmtesten Steine dieser Art und zierte die Krone bis 1918. Das Haus Wittelsbach versuchte im Jahr 1931 diesen Stein zu veräußern. Seit 1964 war der Stein dann in Privatbesitz und am 10. Dezember 2008 wurde er in London erneut für 16,4 Millionen Pfund (umgerechnet rund 18,7 Millionen Euro) an den Londoner Juwelier Graff versteigert. Dieser ließ ihn umschleifen und stellte ihn im Januar 2010, nun umbenannt in „Wittelsbach-Graff“, der Öffentlichkeit vor.